# Stara Łuplanka
Stara Łuplanka – wieś w Polsce położona w województwie podlaskim, w powiecie białostockim, w gminie Michałowo.
w skład sołectwa Łuplanka wchodzą: Nowa Łuplanka, Stara Łuplanka, Leonowicze i Romanowo.
W latach 1975–1998 miejscowość administracyjnie należała do województwa białostockiego.
Wierni kościoła rzymskokatolickiego należą do parafii Przemienienia Pańskiego w Jałówce, a prawosławni do parafii Podwyższenia Krzyża Świętego w Jałówce.

## Urodzeni w Łuplance Starej
- Atanazy (Nos) – prawosławny duchowny, biskup diecezji łódzko-poznańskiej